# Platymessa h-inscripta
Platymessa h-inscripta is een hooiwagen uit de familie Cosmetidae.